# 张廷翰 (1940年)
张廷翰（1940年2月—），男，汉族，四川成都人，中华人民共和国政治人物，曾任中共四川省委统战部部长，四川省政协副主席，中共中央统战部副部长。